# Ondino Viera
Ondino Leonel Viera Palaserez, né le 10 septembre 1901 à Cerro Largo et mort le 27 juin 1997 à Montevideo en Uruguay, est un entraîneur uruguayen de football.
Son fils, Milton, était également footballeur.

## Carrière
Après une modeste carrière de joueur amateur, Ondino Viera se reconvertit comme entraîneur en 1928, à 27 ans, avec la sélection départementale de Cerro Largo. Pour la Coupe du monde de football de 1930, il suit en tant qu'ingénieur les travaux de construction du stade Centenario, qui est finalement terminé en cours de compétition. 
Formé au métier d'entraîneur, il fait ses débuts professionnels sur le banc du Nacional, un des deux plus grands clubs du pays, où il reste un peu moins de trois ans (son équipe remporte le championnat quelques mois après son départ, et entame alors une riche carrière : River Plate en Uruguay en 1936-1937, puis au Brésil Fluminense de 1938 à 1941 et en 1948-1949, Vasco da Gama de 1942 à 1946, Botafogo en 1947, Bangu de 1950 à 1953, Palmeiras en 1953, l'Atletico Mineiro en 1954-1955. Il remporte notamment le championnat Carioca en 1938, 1940, 1941 avec Fluminense et en 1945 avec Vasco de Gama. Il diffuse au Brésil un nouveau dispositif tactique en 4-2-4, qui fera le bonheur de l'équipe nationale dans les années 1950 et 1960.
Il revient de 1955 à 1960 au Nacional de Montevideo, où il remporte trois titres d'affilée de 1955 à 1957. Il est nommé à la tête de la sélection paraguayenne pour la Copa América 1963, que son équipe termine à la 2e place, puis dirige le Club Guaraní avec lequel il est champion du Paraguay l'année suivante. En 1965 il dirige le Cerro puis la sélection uruguayenne pendant deux ans, notamment pour la Coupe du monde 1966 où il innove encore en imaginant pour sa sélection une composition en « 1-4-4-1 », avec notamment un libéro. L'Uruguay passe la phase des poules aux dépens de la France et du Mexique mais s'incline en quart de finale face à l'Allemagne. 
Il fait son retour à Bangú au Brésil en 1967, est nommé au Colón en Argentine en 1969, avant de terminer sa carrière au pays, au Liverpool en 1971 et au Peñarol en 1972.